# Rhysium guttiferum
Rhysium guttiferum är en skalbaggsart som först beskrevs av Thomson 1867.  Rhysium guttiferum ingår i släktet Rhysium och familjen långhorningar. Inga underarter finns listade i Catalogue of Life.